# One in a Million (album Aaliyah)
One in a Million è il secondo album in studio della cantante statunitense Aaliyah, pubblicato il 13 agosto 1996 dalle etichette Blackground Records e Atlantic Records. Il disco è entrato nella Top20 della Billboard 200 negli Stati Uniti, e in meno di un anno dalla pubblicazione ha ottenuto la doppia certificazione di platino, con oltre due milioni di copie vendute.

## Lavorazione e genesi
Il primo album di Aaliyah, Age Ain't Nothing but a Number, aveva venduto più di un milione di copie e quindi ottenuto il disco di platino. Di conseguenza le aspettative per il secondo lavoro erano molto alte. Age Ain't Nothing but a Number era interamente prodotto e scritto da R. Kelly, che era diventato una sorta di mentore per la cantante allora appena quindicenne. Ma quando la rivista Vibe pubblicò un presunto certificato di matrimonio tra i due artisti, la stampa e l'opinione pubblica gridarono allo scandalo a causa dell'età di Aaliyah, che non aveva ancora raggiunto l'età legale per sposarsi. Entrambi hanno negato di essersi mai sposati e di aver mai avuto una relazione, ma dopo il caso creato dai media hanno deciso di separarsi artisticamente. L'esecutivo della Blackground nonché cugino della cantante Jomo Hankerson dichiarò che, a parte Jermaine Dupri e Puff Daddy (quest ultimo non comparirà poi nell'album), fu arduo trovare produttori e musicisti disposti a collaborare al nuovo disco dell'artista dopo lo scandalo del presunto matrimonio illegale e che l'industria musicale aveva colpevolizzato in particolare la giovane per il fatto. Aaliyah e la sua etichetta hanno quindi optato per rivolgersi a un nuovo team di produttori e autori che potesse portare lo stile musicale della cantante a un gradino successivo, differenziandosi dal precedente lavoro. La scelta cade su due musicisti hip-hop pressoché sconosciuti originari della Virginia, il produttore Timothy "Timbaland" Mosley e la cantautrice Missy "Misdemeanor" Elliott, i quali erano stati inseriti precedentemente in un progetto musicale di DeVante Swing dei Jodeci, ma il progetto era fallito. I due artisti vennero invitati a Detroit affinché i membri della Blackground Records potessero testare le loro qualità e il loro materiale, per capire se la loro musica avrebbe funzionato per il secondo album della cantante. La stessa Missy Elliott ricorda quel momento:
"[Aaliyah] stava uscendo dal progetto con R. Kelly e immagino volessero provare dei nuovi produttori. Eravamo piuttosto agitati perché non avevamo mai prodotto dischi per artisti di quel calibro, ma quando l'abbiamo conosciuta, ci ha trattato come se ci conoscesse da anni, come se fossimo cresciuti con lei. Fu sempre molto dolce e sorridente, e ci fece sentire come dei grandi produttori quando invece non avevamo nessun disco in circolazione. Anche se veniva da un album di successo, non ci ha mai trattato come se fossimo al di sotto di lei.
Io e Tim, il nostro sound era così diverso che era piuttosto difficile per le persone. Lo apprezzavano, ma non sapevano se a loro piacesse davvero, perché era così diverso da qualsiasi altra cosa che veniva passata alla radio. Ma la cosa strana fu che, appena portammo alla luce One in a Million, lei pensò immediatamente che sarebbe stato un successo. Non dovevamo convincerla, lei disse, Ve lo dico, è formidabile. Sapevo che c'era un'alchimia. Lei non era chiusa mentalmente. Era un'artista che capiva al volo."
Il nuovo disco segna anche il passaggio della cantante e della Blackground all'Atlantic Records, i cui dirigenti non avevano intenzione di sbagliare, per cui assoldarono, insieme agli emergenti Timbaland ed Elliott, un manipolo di veterani composto da Jermaine Dupri, Jay Dibbs, Vincent Herbert e Kay Gee. Venne chiamata anche la nota cantautrice Diane Warren per scrivere una ballata romantica, che diverrà The One I Gave My Heart to, brano decisamente diverso dal resto dell'album ma che come singolo avrà parecchio successo. Aaliyah venne coinvolta maggiormente nel progetto, anche nella direzione creativa. La cantante ha dichiarato alla rivista Billboard nell'agosto del 1996:
"Volevo mantenere la mia immagine musicale di strada morbida ma anche essere funky, sexy e sofisticata al tempo stesso"
Il disco vede la partecipazione dei rapper Slick Rick e Treach dei Naughty by Nature. Inoltre, tra i produttori, c'è anche un allora sconosciuto Rodney "Darkchild" Jerkins, che si imporrà pochi anni più tardi con musicalità più convenzionali.

## Accoglienza
L'album è stato accolto positivamente dalla critica, che ha elogiato il nuovo stile della cantante e la produzione di Timbaland e Missy Elliott. I critici musicali hanno lodato la nuova maturità di Aaliyah, nonostante fosse ancora adolescente, e la musicalità dell'album così lontana da tutto quello che c'era in circolazione. Vibe ha notato la dolcezza felina, non zuccherosa, della cantante, aggiungendo anche che "la voce di Aaliyah è morbida ma più forte del falsetto anemico di Janet Jackson, ma possiede lo stesso appeal pop." Dream Hampton di Vibe ha elogiato anche l'aspetto musicale dell'album, notando che "la produzione ispirata dall'hip-hop è solida e di sostegno, e la voce di Aaliyah è bella e chiara." Il critico ha trovato sorprendente la cover di Got to Give it Up di Marvin Gaye, definendola "piacevolmente accurata", e l'ha trovata più adatta a lei rispetto alla cover ordinaria di At Your Best (You Are Love).
La rivista Q (rivista) ha dato 3 stelle su 5 all'album, notando che "con la sua voce morbida e dolcemente seducente che va avanti con fermezza, [Aaliyah] lavora attraverso un insieme fatto di numeri prevalentemente lenti e dal beat swing sensuale, ritmi interamente sincopati, melodie lussuose e armonie sognanti".
La rivista hip-hop The Source ha dichiarato che "One in a Million risiede in un mondo diverso rispetto alla legione di secondi album che producono solo uno o due singoli di valore [...]. Aaliyah è pronta a mostrare il suo lato maturo. Le sue canzoni migliori sono riguardo disavventure sentimentali."
Leo Stanley di AllMusic ha affermato che la grandezza dell'album non risiede solo nella grande varietà delle produzioni, ma soprattutto nella voce di Aaliyah, "più omogenea, più seducente e più forte rispetto a prima". Secondo il critico il disco mostra più spessore e talento rispetto all'album precedente, e ha dichiarato che "potrebbe anche non essere la macchina commerciale di Age Ain't Nothin' but a Number, ma One in a Million è un album di gran lunga più soddisfacente."
Sal Cinquemani di Slant ha dato all'album 3 stelle e mezzo su 5, definendolo "uno dei più influenti album R&B degli anni novanta", che ha creato il sodalizio tra Aaliyah e Timbaland, "un'innegabile forza nell'hip-hop".
Connie Johnson del Los Angeles Times ha recensito positivamente l'album con 3 stelle e mezzo su 4, riconoscendo il valore artistico di Aaliyah, che ha saputo migliorare in assenza del suo precedente produttore e mentore R. Kelly, dimostrando di essere "più della semplice appendice carina di un'icona R&B." Secondo il critico "Aaliyah ha le sue doti, che vengono mostrate nel competente duetto con Treach, A Girl Like You, e nell'irresistibile versione di Got to Give it Up di Marvin Gaye, dove appare anche Slick Rick".

## Successo commerciale
One in a Million ha debuttato durante la settimana del 14 settembre 1996 alla posizione numero 4 della Billboard R&B/Hip-Hop Albums e alla numero 20 della Billboard 200 con 40 500 copie vendute. L'album è poi sceso di posizione per risalire nei mesi successivi grazie al successo radiofonico del secondo singolo One in a Million. Il 28 dicembre 1996 rientra nella top10 della classifica R&B/Hip-Hop, grazie a un incremento di 71 000 copie, per arrivare fino alla posizione numero 2 durante la settimana dell'8 febbraio 1997. Nella Billboard 200 invece l'album è rientrato in top20 alla posizione numero 18 il 1º febbraio 1997. L'album ha ricevuto la certificazione di disco d'oro dalla RIAA il 23 ottobre 1996 e quella di disco di platino il 5 febbraio 1997. Il doppio disco di platino è arrivato il 16 giugno 1997. Si tratta del primo album di Aaliyah ad esser diventato disco multi-platino, sebbene il precedente Age Ain't Nothin' but a Number riceverà il secondo disco di platino nel 2001.
In Canada l'album è entrato nella classifica degli album più venduti alla posizione numero 35 il 9 settembre 1996, per poi raggiungere la numero 33 la settimana successiva. Il disco ha ricevuto in Canada il disco d'oro dalla CRIA il 28 maggio 1997.

## Classifiche
| Classifica (1996-2021)           | Posizione raggiunta |
| -------------------------------- | ------------------- |
| Canada                           | 33                  |
| Paesi Bassi                      | 62                  |
| Svezia                           | 41                  |
| Regno Unito                      | 33                  |
| Stati Uniti                      | 10                  |
| Stati Uniti (R&B/Hip-Hop Albums) | 2                   |

## Riconoscimenti
L'album ha ricevuto una nomination ai Soul Train Music Award del 1997 come Miglior Album R&B/Soul femminile, e a quelli del 1998 nella categoria Miglior Singolo R&B/Soul femminile grazie al singolo omonimo.
Rolling Stone ha inserito l'album nella sua lista dei 100 migliori album degli anni novanta, paragonando la cantante all'abilità di Michael Jackson da giovane. La rivista ha dichiarato che "se il giovane MJ cantava d'amore, Aaliyah era una Lolita nera, un'adolescente tentatrice con un potere seducente nella sua morbida voce. A differenza di Brandy, Aaliyah cantava di sesso caldo come il fuoco e del fatto di essere un'amante esigente (in riferimento alle canzoni Hot like Fire e Choosy Lover, ndt)." La rivista ha inoltre sottolineato l'importanza dell'album nel definire un nuovo stile, "il futuristico funk di Virginia Beach che presto avrebbe invaso le radio".
Vibe ha inserito l'album tra i 150 più rappresentativi del periodo che va dal 1992, anno di pubblicazione del primo numero della rivista, al marzo 2007, in cui uscì il numero speciale che festeggiava la 150ª pubblicazione. Aaliyah, che è presente nella lista anche con l'album successivo, viene definita in questo lavoro "sexy con spensieratezza".

## Tracce
Testi e musiche di Missy Elliott e Tim Mosley, eccetto dove indicato.
1. Beats 4 da Streets (feat. Missy Elliott) – 2:10
2. Hot like Fire – 4:23
3. One in a Million – 4:30
4. A Girl like You (feat. Treach) – 4:23 (Keir Lamont Gist, Darren Lighty, Renee A. Neufville)
5. If Your Girl Only Knew – 4:50
6. Choosey Lover (Old School/New School) – 7:07 (Ernie Isley, Marvin Isley, O'Kelly Isley Jr., Ronald Isley, Rudolph Isley, Chris Jasper)
7. Got to Give It Up (feat. Slick Rick) – 4:41 (Marvin Gaye, Slick Rick)
8. 4 Page Letter – 4:52
9. Everything's Gonna Be Alright – 4:50 (Rodney Jerkins, Japhne Tejeda)
10. Giving You More – 4:26 (J. Dibbs)
11. I Gotcha' Back – 2:54 (Jermaine Dupri, Carl So Lowe)
12. Never Givin' Up (feat. Tavarius Polk) – 5:11 (Monica Payne, Tavarius Polk)
13. Heartbroken – 4:17
14. Never Comin' Back – 4:06
15. Ladies in da House (feat. Missy Elliott & Timbaland) – 4:20
16. The One I Gave My Heart To – 4:30 (Diane Warren)
17. Came to Give Love – 1:40

Tracce bonus dell'edizione giapponese
1. No Days Go By – 4:41 (Aaliyah Haughton, King, Rheji Burrell)

Tracce bonus della riedizione europea in versione limitata
1. Come Over (feat. Tank) – 3:55 (Johntá Austin)

Tracce bonus della riedizione digitale del 2021
1. Hot like Fire (Timbaland's Groove Mix) – 4:38